# St. Kilian (Stedten)

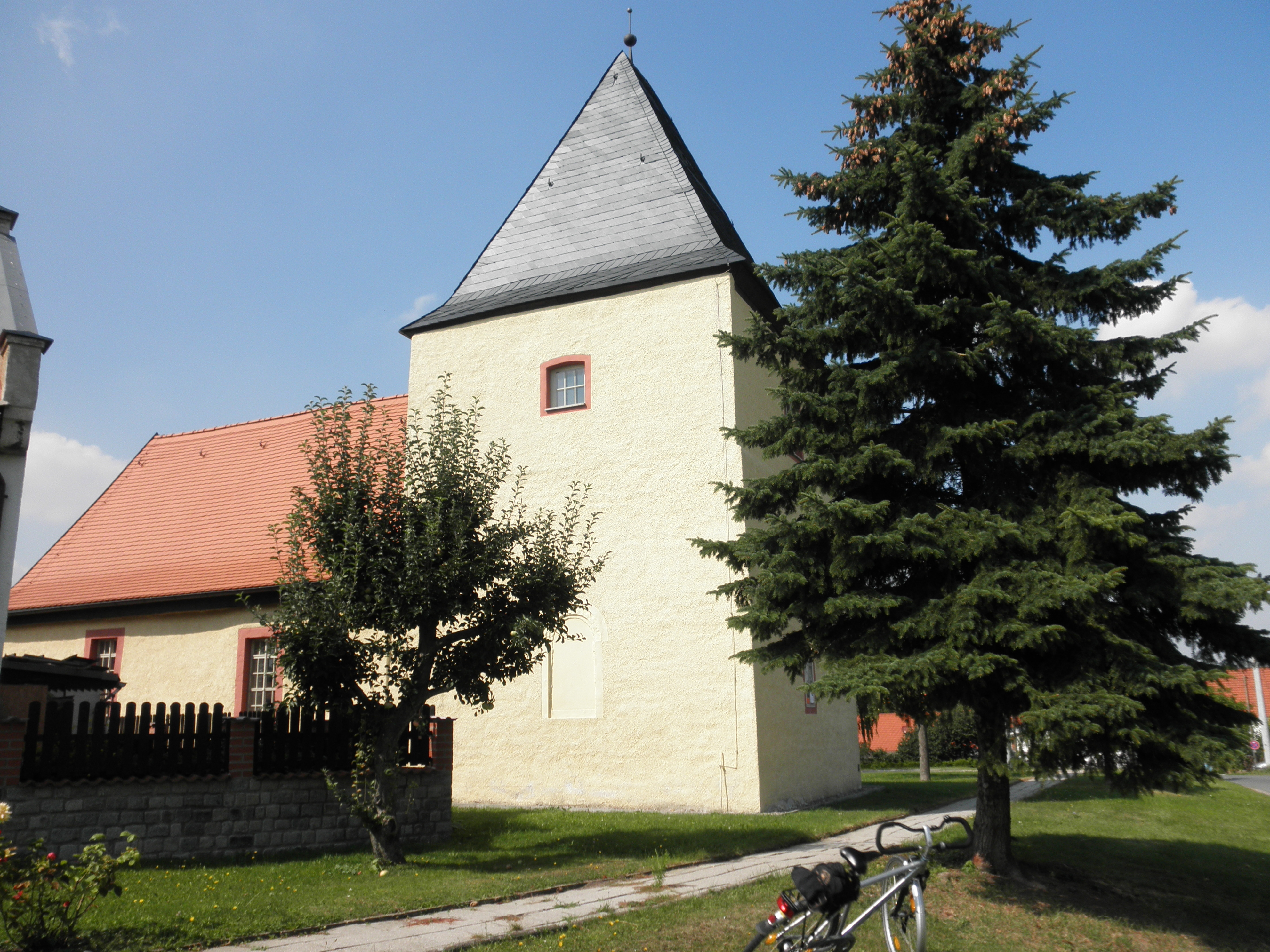
Die Kirche

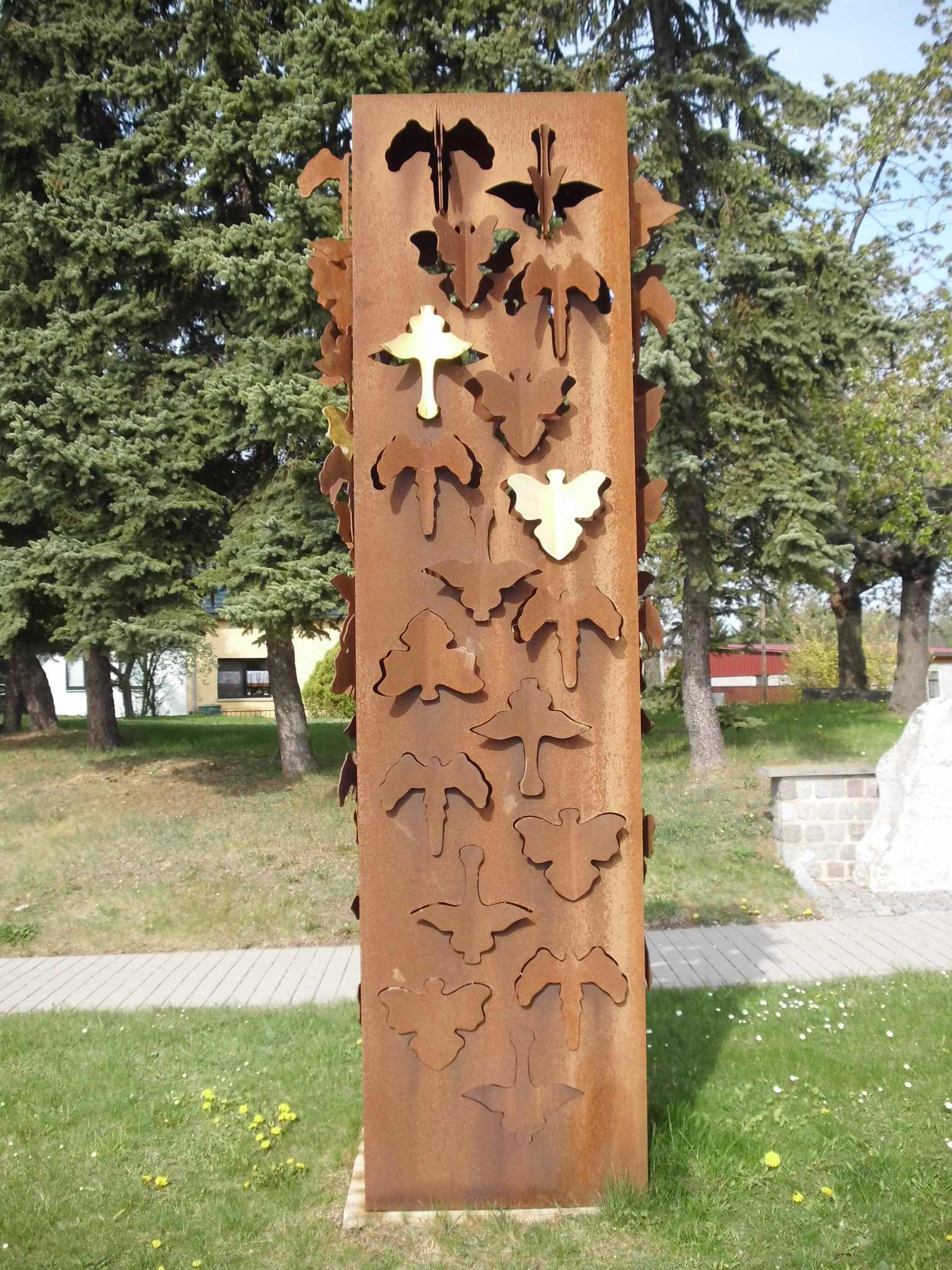
Stele aus Cortenstahl

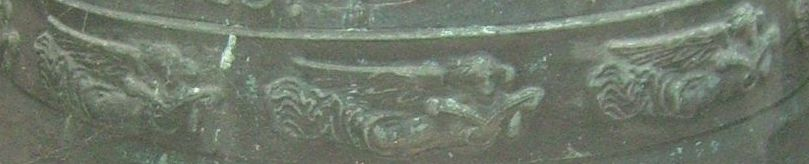
Engelsfries

Die Dorfkirche St. Kilian steht im Ortsteil Stedten der Landgemeinde Am Ettersberg im Landkreis Weimarer Land in Thüringen. Sie gehört zum  Kirchengemeindeverband Ramsla im Kirchenkreis Weimar der Evangelischen Kirche in Mitteldeutschland.

## Lage
Die Dorfkirche befindet sich am östlichen Dorfrand des Ortes.

## Geschichte
Im ehemaligen Rittergutsdorf nannte man die Kirche 1421 erstmals urkundlich. Auf einer Grabplatte ist auf der Vorderseite das Jahr 1587 eingemeißelt. Über der Tür im Osten ist in einem Giebelfeld mit Engelskopf das Jahr 1684 angegeben. Der Kanzelaltar stammt aus dem 17. Jahrhundert. Die Kirche, die 1989 nicht mehr zu nutzen war, wurde bis 2006 renoviert und steht unter Denkmalschutz. Sie liegt am ins Leben gerufenen ökumenischen Pilgerweg von Görlitz nach Vacha, der zu einem der deutschen Jakobswege zählt. 
Für die Pilger baute die Kirchgemeinde eine Küche und ein Bad mit WC ein. 200–250 Personen übernachten jährlich hier.
Im Kirchenschiff steht eine 1929 von Christian Störmer (Erfurt) gegossene Bronzeglocke. Besonders schön ist der darauf geprägte Fries aus fliegenden Engeln mit Notenblättern.